# Янаков, Денис Алексеевич
Дени́с Алексе́евич Яна́ков (укр. Денис Олексійович Янаков; род. 1 января 1999, Степановка, Запорожская область) — украинский футболист, полузащитник клуба «Эпицентр».

## Клубная карьера
Денис Янаков родился селе Степановка Запорожской области, однако в детстве переехал с родителями в Мелитополь. Воспитанник мелитопольской спортивной школы, первый тренер — Станислав Заброда. Впоследствии был замечен селекционерами киевского «Динамо» и перешел в систему киевского клуба.
В августе 2016 дебютировал в юношеской команде киевского «Динамо» в матчах внутреннего чемпионата U-19. Был одним из ведущих игроков команды в розыгрыше Юношеской лиги УЕФА сезона 2016/17, отличившись тремя забитыми мячами в шести матчах.
3 августа 2018 года перешел на правах аренды пополнил ряды киевского «Арсенала», в составе которого и дебютировал на взрослом уровне, сыграв в 4 играх Премьер-лиги. Сезон 2019/20 начал в составе «Динамо» и по итогам досрочно завершенного розыгрыша Янаков стал одним из лучших бомбардиров «Динамо» (U-21) в молодёжном первенстве с показателем в восемь забитых мячей, но снова не сыграл ни одной игры за первую. команду и в начале 2020 года стал игроком перволигового одесского «Черноморца», за который до конца сезона забил 4 гола в 8 играх чемпионата.
В начале августа 2020 перешел в состав луганской «Зари», подписав с командой полноценный контракт, при этом футболист, по условиям соглашения с «Динамо», «бело-синие» сохранили половину прав на полузащитника. Впрочем, сыграв за луганцев всего два матча, еще до закрытия трансферного окна в октябре футболист был отдан в аренду до конца сезона в «Ингулец».

## Карьера в сборной
В мае 2016 года участвовал в юношеском чемпионате Европы по футболу, состоявшемся в Азербайджане. Янаков провел на турнире три поединка, в которых отличился одним забитым мячом в ворота сверстников из Германии.